# Leesport
Leesport é um distrito localizado no estado norte-americano de Pensilvânia, no Condado de Berks.

## Demografia
Segundo o censo norte-americano de 2000, a sua população era de 1805 habitantes.
Em 2006, foi estimada uma população de 1924, um aumento de 119 (6.6%).

## Geografia
De acordo com o United States Census Bureau tem uma área de
2,0 km², dos quais 1,9 km² cobertos por terra e 0,1 km² cobertos por água.

## Localidades na vizinhança
O diagrama seguinte representa as localidades num raio de 12 km ao redor de Leesport.